# Jorge Peredo
Jorge Sigfrido Peredo Gutiérrez (Santiago, Chile, 17 de febrero de 1953-) es un exfutbolista chileno que jugaba de delantero.

## Trayectoria
Su trayectoria como futbolista comenzó en Ñublense de Chillán, en la Segunda División de Chile . Posteriormente es fichado por Deportes Aviación de la Primera División, donde jugó dos temporadas. 
En 1977 su pase es comprado por Unión Española, club donde fue decisivo para lograr la conquista del título nacional de ese año. Con 22 goles en 29 partidos, alcanzó el segundo lugar en la tabla de goleadores del campeonato, solo por detrás de Oscar Fabbiani, quien anotó 34 goles. 
Dejó Unión Española en 1979 para recalar en Palestino, donde disputó dos torneos de Primera División. Terminó su carrera en Bolivia en 1984. Actualmente reside en Montreal, Canadá.

## Selección nacional
Vistió la camiseta de la Selección de fútbol de Chile en cinco partidos durante la Copa América 1979, logrando el título de goleador de aquel certamen junto al paraguayo Eugenio Morel. 

### Participaciones en Copa América
| Copa              | Sede              | Resultado  | Partidos | Goles |
| ----------------- | ----------------- | ---------- | -------- | ----- |
| Copa América 1979 | Sin sede definida | Subcampeón | 5        | 4     |

## Clubes
| Club                    | País    | Año       |
| ----------------------- | ------- | --------- |
| Ñublense                | Chile   | 1974      |
| Deportes Aviación       | Chile   | 1975-1976 |
| Unión Española          | Chile   | 1977-1979 |
| Palestino               | Chile   | 1980-1981 |
| Deportes Puerto Montt   | Chile   | 1982-1983 |
| Petrolero de Cochabamba | Bolivia | 1984      |

## Palmarés

### Campeonatos nacionales
| Título           | Club           | País  | Año  |
| ---------------- | -------------- | ----- | ---- |
| Primera División | Unión Española | Chile | 1977 |

### Distinciones individuales
| Distinción                      | Año  |
| ------------------------------- | ---- |
| Goleador Copa América (4 goles) | 1979 |